# ノース・ハーバー・スタジアム
ノース・ハーバー・スタジアム（英: North Harbour Stadium）は、ニュージーランド・オークランド・ノースショア(en)
・オールバニーにある競技場である。

## 概要
1997年に設立された競技場。ラグビー競技場、ラグビーリーグ競技場、サッカー競技場、野球場、コンサート会場としての機能を持つ。座席数は25,000席。
NPCのノースハーバーの本拠地であり、スーパーラグビーのモアナ・パシフィカ、ブルースの本拠地、オーストラリアン・ベースボールリーグのオークランド・トゥアタラのホームグラウンドでもある。
近年では、ロジャー・ウォーターズ、ルチアーノ・パヴァロッティ、ピンク・フロイドなどのコンサート会場として使用された。
2008年には、FIFA U-17女子ワールドカップ決勝戦会場として使用された。
2015年には、FIFA U-20ワールドカップの会場となった。

## ラグビーワールドカップ2011
2011年ラグビーワールドカップ競技会場として使用され、会期中4試合が行われた。

### 日程
- 2011年9月10日 18:00 (NZST) フランス対日本
- 2011年9月11日 15:30 (NZST) 豪州対イタリア
- 2011年9月22日 20:00 (NZST) 南アフリカ対ナミビア
- 2011年9月30日 20:30 (NZDT) 南アフリカ対サモア